# 大和撫子
大和撫子，通常為日本性格內向，保守並且遵循女德的女性的代稱，也一度是日本政府宣揚父權社會意識形態遵三從四德、相夫教子的傳統日本女性的符號。這個代稱在現代一般地被ACG愛好者使用，因此也是萌屬性的一種。但有時也會被擴展到新聞媒體或者成人影片的領域内。

## 詞源
撫子最早作爲日本流傳“秋之七草”之一的长萼瞿麦（日本俗名河原撫子）的別稱，以此得名是因爲其形態嬌小，惹人憐愛。同樣，瞿麦所屬的石竹科植物通常會給人主觀上淡雅、柔美的感覺，於是當“撫子”被用作人名的時候即帶有了相應的實在氣質。

## 属性表现
大和抚子与治愈系是较为接近的类型，但也不限于此。具有大和撫子性格的人往往舉止高雅有教養，平時恬靜待人溫柔，行事穩重謹慎，但又十分自然而不死板。也會很有正義感，在遇到是非問題時絕對不會含糊，但區別于一般人強硬的解決方法，她們總是會用柔美的笑容來化解矛盾。另外，大和撫子一般情況下會給人以清心寡慾的印象，但在十八禁遊戲中，大和撫子類角色在性愛情節中往往會變得開放和主動，這可能是長期壓抑內心想法與感受而爆發出來的現象，也可能是出於設定成令男性感到被取悅的反應。部分的大和撫子被認為外柔內剛的性格，也可說是一種在舉止、想法、精神上皆求最大地討好男性、令男性趨之若鶩的一種溫柔的、服從的、細膩照顧伴侶身心且絕不造成伴侶麻煩的女性。
大和撫子類人物往往話不多，但也不至於到無口的程度，她們雖然不是每一句話都那麽嚴謹完美，但都比較得體，也經過了一定斟酌。
從外貌上來看，大和撫子最典型的外貌符號就是黑色或較深色的長髮，而且大多以直髮為主。或是以其它較為傳統的髮式，但並不總是這樣。其穿衣風格通常較爲保守，甚至身著和服或巫女服等傳統服飾，便服方面則偏向裙子類，而且通常都以長裙為主，好顯示女性既成熟又柔美的一面，其身材一般也比較高挑，或身為能夠反映女子柔美的身形。

### 與其它萌屬性的非必然聯係
在虛構作品中，大和撫子有時會與天然呆加上病嬌屬性共存，一部分人認爲這兩种屬性共同作用時（例如不理解談話人的言意又高雅的說出“您在說什麽？”的情況），會大大增強此角色“萌”的程度。相反的，大和撫子角色也會具有腹黑屬性。另外，不限於ACG，電視劇與成人影片等類別作品中的人妻類角色也一般帶有大和撫子的性格。

### 較典型大和撫子在動漫中的出現
《天降之物》中的伊卡洛斯（Ikaros）——除因不諳世事而給人添的許多違背常識的麻煩，此女角色會天天替男主角做飯、打掃、放洗澡水、並精進自己伺候男主角的水準，符合東洋傳統賢妻形象；且除少數出於作者水無月嵩設定的情況外，此女角色的本性被認為十分溫和滋潤、柔嫩順從、善良單純、說話不搶口、在想法和言行上順從著自己從一而終的男人、對男主角絕對的專一、令男性感到有像這樣的女子在身邊會很有面子，其遵從東亞傳統的「嫁雞隨雞、嫁狗隨狗」之婦女美德，頗為成功地詮釋了大和撫子的內涵和精神，被認為是男性的溫柔鄉的典型代表之一。